# إيدي مارتيني
إيدي مارتيني (بالألبانية: Edi Martini‏) هو لاعب كرة قدم ألباني في مركز الوسط، ولد في 2 يناير 1975 في إشقودرة في ألبانيا. شارك مع منتخب ألبانيا لكرة القدم. أما مع النوادي، فقد لعب مع آينتراخت فرانكفورت ونادي فلازنيا شكودر ونادي كارنتين.

## وصلات خارجية
- إيدي مارتيني على موقع الاتحاد الدولي (مؤرشف)  (الإنجليزية)
- إيدي مارتيني على موقع قاعدة بيانات كرة القدم.إي يو (الإنجليزية)
- إيدي مارتيني على موقع ناشيونال فوتبول تيمز (الإنجليزية)
- إيدي مارتيني على موقع Soccerway.com (الإنجليزية)
- إيدي مارتيني على موقع عالم كرة القدم.نت (الإنجليزية)